# Rue des Acacias (Liège)
Pour les articles homonymes, voir Rue des Acacias.
La rue des Acacias est une rue liégeoise qui va de la rue Bois-l'Évêque au boulevard Gustave Kleyer dans le quartier du Laveu. 

## Situation et accès
Cette artère se situe dans la partie sud du quartier du Laveu. Longue d'environ 395 m, cette rue s'élève vers les hauteurs de la ville et le quartier de Cointe au niveau du boulevard Gustave Kleyer.

## Historique
La création de la rue est décidée le 26 février 1916 par le conseil communal afin de relier la rue Bois-l'Évêque au prolongement de la rue du Terris devenu la rue des Abeilles. La rue prend officiellement le nom de rue des Acacias le 6 novembre 1922.